# پرواز شماره ۹۷۲ هواپیمایی کوبا
پرواز شماره ۹۷۲ هواپیمایی کوبا (انگلیسی: Cubana de Aviación Flight 972) نام یکی از پروازهای هواپیمایی کوبا بود که در ۱۸ می ۲۰۱۸ اندکی پس از برخاستن از باند فرود در فرودگاه بین‌المللی خوزه مارتی هاوانا، سقوط کرد و منفجر شد. این هواپیما از نوع بوینگ ۷۳۷–۲۰۰ و متعلق به هواپیمایی کوبا بود.
این هواپیما ۱۱۳ نفر را که شامل ۱۰۴ مسافر و ۹ نفر خدمه پرواز بود را حمل می‌کرد. قرار بود این پرواز یک پرواز داخلی از فرودگاه بین‌المللی خوزه مارتی هاوانا به مقصد فرودگاه فرنک پئیز در اولگین که در شرق کوبا واقع است، باشد.
رادیو هاوانای کوبا، اعلام کرده‌است که این هواپیما در بزرگراهی بین هاوانا و بویراس در حومهٔ آن سقوط کرده‌است.

## وضعیت هواپیما

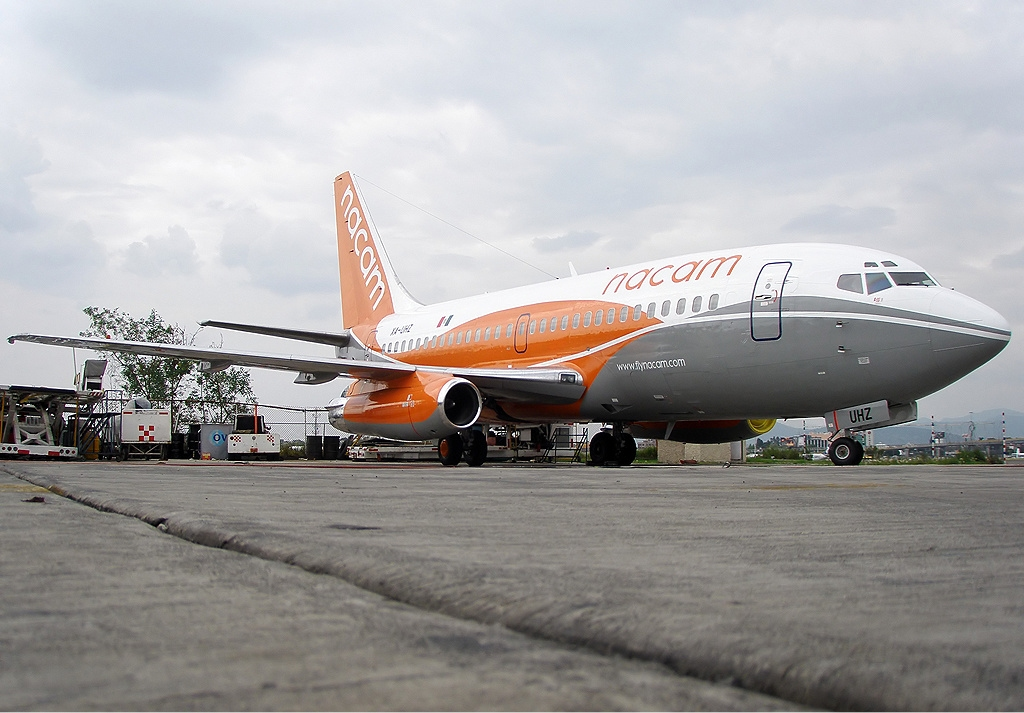
پرواز شماره ۹۷۲ هواپیمایی کوبا

این یک هواپیمای بویینگ نوع بوئینگ ۷۳۷ بود که در پرواز داخلی برنامه‌ریزی شده از طرف هواپیمایی کوبا از هاوانا به اولگین فعالیت می‌کرد. در ماه‌های پیش، کوبا به دلیل مشکلات مکانیکی ناوگان خود، که بعضاً ناشی از تحریم ایالات متحده علیه کوبا بود، از هواپیماهای اجاره شده برای حفظ خدمات خود استفاده می‌کرد، و از هواپیماهای خود به دلیل از کار افتاده شدن استفاده نمی‌کرد. روز قبل از تصادف، مقامات هوایی ملی مأموریت کوبایی ناوگان آنتونوف-۱۴۸ کوبا را به دلیل مسائل مکانیکی منحل کردند.
هواپیما بوئینگ ۷۳۷–۲۰۰ در ژوئیه سال ۱۹۷۹ ساخته شده بود و ۳۸ ساله بود. این هواپیما برای اولین بار در خدمت هواپیمایی پیمونت بوده‌است و قبل از اینکه توسط خطوط هوائی گلوبال ایر در اختیار گرفته شود در سرویس‌های هواپیمایی در کانادا، شیلی، کامرون، بنین و کارائیب و همچنین یک دوره پنج ساله که توسط نیروی دریایی ایالات متحده آمریکا بکار گرفته شده‌است. یک بیانیه توسط گلوبال ایر اعلام کرد که این هواپیما ریل بازرسی دولتی نوامبر سال ۲۰۱۷ را گذرانده‌است و با مجوز بروز شده آن اجازه اجاره و راه‌اندازی به هواپیما داده شد.

## سقوط
پرواز کوبا CU-972 در مسیر یک پرواز داخلی به سمت فرودگاه فرنک پئیز در شهر اولگین در شرق کوبا بود، که مجموعاً ۱۱۳ نفر را حمل می‌کرد، ۱۰۴ مسافر و ۹ خدمه. خلبان کاپیتان جورج لوئیس نونس سانتوس بود و اولین افسرش میگل آنجل آرئولا رامیرز بود. از مسافران پنج نفر خارجی، از جمله دو آرژانتینی بودند؛ بقیه مسافران همه اهل کوبا بودند. حداقل شش نفر از خدمه پرواز مکزیکی بودند. هواپیما، کمی بعد از ساعت ۱۲ ظهر برخاست و بافاصله کوتاهی در ساعت ۱۲۰۸، در حدود ۱۰ کیلومتر (۶٫۲ مایل) از فرودگاه سقوط کرد. هواپیما در یک مزرعه متعلق به دولت سقوط کرد و هیچ‌کس در زمین نبود.

## اقدامات بعد از سقوط
اولین واکنش، از سوی آتش نشانان و خدمه‌های پزشکی اضطراری بود، که از هاوانا به صحنه رفتند تا تلاش‌های نجات را شروع کنند. فرودگاه بین‌المللی خوزه مارتی هاوانا پس از سقوط به‌طور موقت تعطیل شد، اما بعد از ظهر دوباره باز شد.
رئیس‌جمهور میگل دایاز-کانل، وزیر بهداشت روبرتو مورالس و سایر مقامات محلی برای مشاهده و نظارت بر تلاش‌های نجات به این محل وارد شدند. خانواده و بستگان مسافران نیز در محل جمع شده بودند که بعداً به فرودگاه منتقل شدند.
این حادثه اولین سقوط هواپیمای بزرگ تجاری در کوبا بعد از پرواز ارو کاریبین ۸۸۳ در سال ۲۰۱۰ است، با توجه باینکه یک هواپیمای ارتشی آنتونوف AN-26 در سال ۲۰۱۷ سقوط کرده بود، این دومین و مرگبارترین حادثه هواپیمائی در کوبا است، بعد از سقوط هواپیمای پرواز کوبایی ۹۶۴۶ در تاریخ ۳ سپتامبر ۱۹۸۹ که در آن ۱۵۰ نفر کشته شدند.
این کشور بدین مناسبت یک دوره رسمی عزاداری را از ساعت ۶ صبح روز ۱۹ ماه مه تا ساعت ۱۲ ظهر روز ۲۰ ماه مه را اعلام کرد و در این مدت پرچم‌ها در مؤسسات دولتی و تأسیسات نظامی به صورت نیمه افراشته به‌اهتزاز درآمدند.